# Љубомир Н. Каровић
Љубомир Н. Каровић (1884, Сирча — 1974) је био вршилац дужности бана Вардарске бановине и шеф полиције у Скопљу.
Рођен је у Сирчи где је и завршио основну школу. Гимназију је завршио у Крагујевцу након чега бива постављен на дужност среског начелника. Службовао у срезовима Јужне Србије и Рашке области између два рата. Након Првог светског рата, у Скопљу је био и вршилац дужности бана Вардарске бановине и шеф полиције.